# Ervin Gomišček
Ervin Gomišček (tudi Ervin Marij Gomišček), slovenski planinec, * 17. april 1922, Solkan, † 30. november 1950, Krn.

## Življenje
Rodil se je očetu Eugeniu Fossatiu in materi Avgusti Gomišček. Po končani srednji šoli se je kot lesni tehnik zaposlil v tovarni pohištva (kasneje Meblo) v Trnovem pri Novi Gorici. Bil je aktiven član Planinskega društva Nova Gorica, zadolžen za vzdrževanje in gradnjo novih planinskih koč. Pri ogledu lokacije in zavarovanju gradbišča za bodoče zavetišče na Krnu se je smrtno ponesrečil. Po njem je imenovano 
Gomiščkovo zavetišče na Krnu (2182 mnm), ki je bilo preurejeno iz spomenika z zavetiščem padlim italijanskim vojakom v prvi svetovni vojni. Zavetišče s spominsko ploščo je bilo slovesno predano namenu 19. septembra 1951.